# پاهلت
پاهلت، روستایی از توابع بخش ویسیان شهرستان چگنی  در استان لرستان ایران است.

## جمعیت
این روستا در دهستان ویسیان قرار دارد و براساس سرشماری مرکز آمار ایران در سال ۱۳۸۵، جمعیت آن ۲۱۶ نفر (۵۳خانوار) بوده‌است.